# Macrocollum
Macrocollum é um gênero de dinossauro sauropodomorfo da família Unaysauridae. Este existiu durante o período Triássico Tardio (Noriano Inferior), onde hoje é o estado do Rio Grande do Sul, no Brasil. É um dos mais antigos dinossauros conhecidos.

## Descoberta
Macrocollum foi descoberto no sul do Brasil, no sítio Wachholz, em 2012, e foi anunciado no dia 21 de novembro de 2018. O nome genérico combina a palavra grega μακρός ("comprido") e a palavra em latim collum ("pescoço"), referindo ao fato de este ser o mais antigo sauropodomorfo de pescoço comprido descoberto até então. O descritor específico homenageia José Jerundino Machado Itaqui, um dos principais envolvidos na criação do Centro de Apoio à Pesquisa Paleontológica da Quarta Colônia (CAPPA/UFSM).

## Descrição

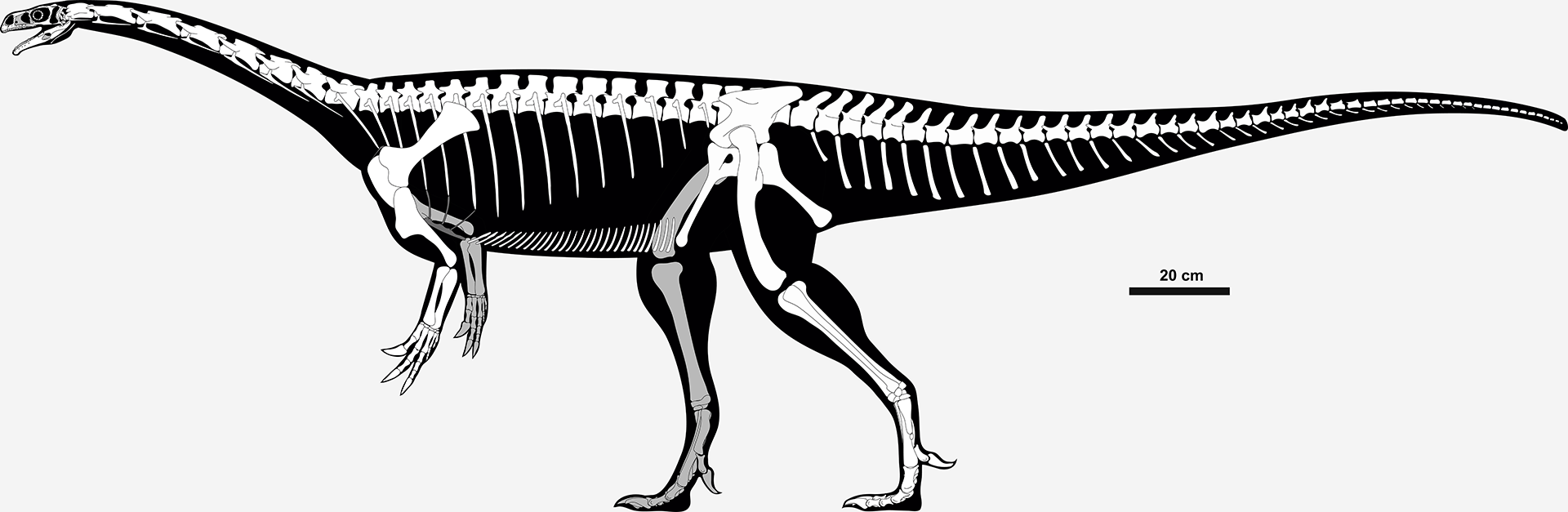
Reconstrução esqueletal de Macrocollum itaquii. Elementos conhecidos em branco e desconhecidos em cinza.

Como a maior parte dos dinossauros basais, Macrocollum era pequeno em comparação com outros sauropodomorfos mais derivados, porém era grande em comparação com outros vertebrados com as quais conviveu. Era bípede e tinha em torno de 3,5 metros de comprimento, 1.5 metros de altura e pesava cerca de 100 quilogramas. Os fósseis conhecidos de Macrocollum foram encontrados bem preservados. O holótipo (CAPPA/UFSM 0001a) consiste de um esqueleto quase completo e articulado. Os dois parátipos (CAPPA/UFSM 0001b e 0001c), consistem de esqueletos quase completos e parcialmente articulados, embora um desses espécimes não possua um crânio e vértebras cervicais preservadas. Macrocollum itaquii difere de todos os outros sauropodomorfos conhecidos baseado em uma combinação única de caracteres, incluindo: uma fenestra anterorbital perfurada por uma fenestra promaxilar; e margem medial da fossa supratemporal com uma curvatura suave na sutura entre o frontal e parietal.

## Classificação
Macrocollum, juntamente de Jaklapallisaurus  e Unaysaurus fazem parte da mesma família, Unaysauridae.

## Paleoecologia

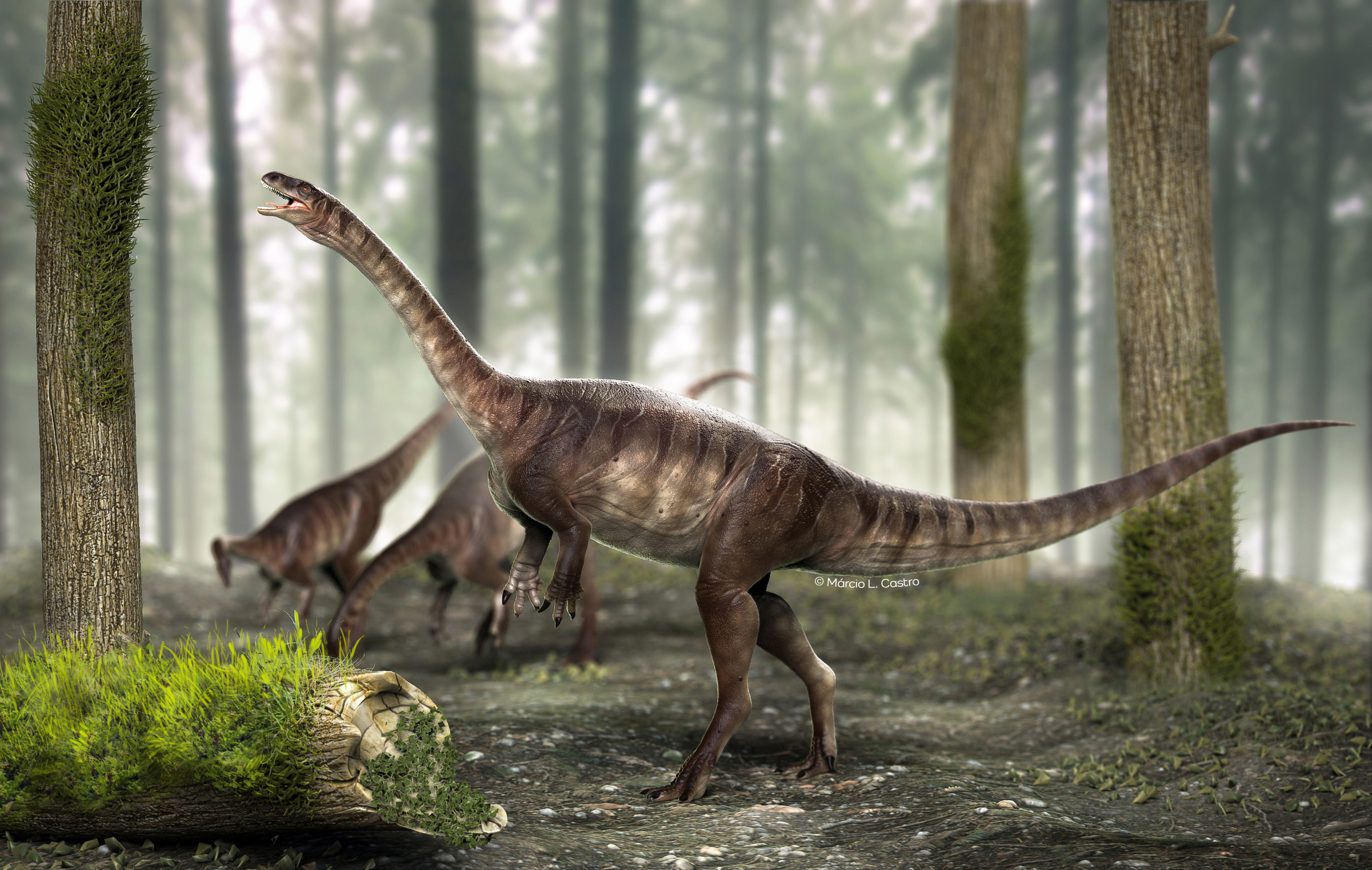
Representação artística de Macrocollum em seu meio ambiente.

Macrocollum viveu há cerca de 225,42 milhões de anos, durante o Noriano (Triássico Superior). Durante esta época, praticamente todos os continentes estavam unidos no supercontinente chamado Pangeia, e a América estava unida à África. Datações de U-Pb (restos de urânio) demonstram que a Formação Caturrita (porção superior da Sequência Candelária) é quase 10 milhões de anos mais recente que a porção superior da Formação Santa Maria (porção inferior da Sequência Candelária) e que a Formação Ischigualasto da Argentina, de onde são conhecidos os mais antigos dinossauros mundialmente.

## Estudos
Os ílios de um dos parátipos de Macrocollum (CAPPA/UFSM 0001b) foram usados como modelo em um estudo sobre os efeitos tafonômicos da compressão sedimentar na morfologia ilíaca de sauropodomorfos basais.